# エカチェリーナ・フルツェワ
エカチェリーナ・フルツェワ（ロシア語: Екатерина Алексеевна Фурцева; 1910年11月24日 - 1974年10月24日）は、ソ連の政治家。ソ連最初の女性政治局員で文化大臣も務めた。ソ連の政治史上最高位にあった女性。

## 経歴
1940年代に工場労働者として働いていたところを見出され、政治家としてのキャリアを積んでいく。
スターリン時代の1952年、第19回党大会で演説を行う。この大会で共産党中央委員会の幹部会候補に選ばれる。1957年からソ連共産党政治局員となり、ソ連史上初めての女性政治局員となる。フルツェワの出世はニキータ・フルシチョフ第一書記に負うところが大きく、これに対しフルツェワは、1957年の反党グループ事件の際にフルシチョフを積極的に支持することで応えた。
政治局員となったフルツェワは駐ユーゴスラビア・ソ連大使のニコライ・フィリュービン（en:Nikolay Firyubin）と恋仲に落ち、週末に頻繁にユーゴスラビアに出かけ、政治局の中で噂を呼んだ。2人は最終的に結婚し、フィリュービンが外務次官となってモスクワに落ち着くものの、その頃には2人の関係は冷めていた。
1960年、友人への電話の中でフルシチョフを批判したのが盗聴され、フルシチョフの知るところとなった。怒ったフルシチョフはフルツェワを閑職だった文化大臣の座に追いやったうえ、翌年の第22回党大会で政治局メンバーからはずした。文化大臣に左遷されたフルツェワだが、自分の采配で劇場や映画のプログラムが変えられることに快感を覚えるようになり、その後14年間のソ連の文化政策を牛耳った。政策はフルツェワの個人的好みや交友関係に振り回され、国民や芸術家から不興を買い、数多くの政治ジョークを残した。フルツェワは、自身の名前と過去の女帝の名前をもじってエカチェリーナ3世と揶揄されるようにまでなっていた。その一方、社会主義社会においてとかく硬直的になりがちだった文化政策がフルツェワのおかげで豊かになったとする評価もあり、その評価は毀誉褒貶が激しい。
リュドミラ・ズィキナなどの友人の話では、晩年のフルツェワは夫との関係も冷え込み、アルコール中毒になっていた。1974年、汚職の捜査対象となって取調べを受け、その後まもなく自宅で亡くなった。自殺説が流布したが、公式記録では急性心不全とされている。
ノヴォデヴィチ修道院の墓地に眠っている。
| 公職                      | 公職                                 | 公職                        |
| ------------------------- | ------------------------------------ | --------------------------- |
| 先代 ニコライ・ミハイロフ | ソビエト連邦文化大臣 1960年 - 1974年 | 次代 ピョートル・デミチェフ |